# Naturschutzgebiet Olpetal und Altenkleusheimer Bachtal
Das Naturschutzgebiet Olpetal und Altenkleusheimer Bachtal mit 37,23 ha Flächengröße liegt westlich von Neuenkleusheim im Kreis Olpe. Das Gebiet wurde 2020 mit dem Landschaftsplan Landschaftsplan Nr. 5 Rothaarvorhöhen zwischen Olpe und Altenhundem durch den Kreistag des Kreises Olpe als Naturschutzgebiet (NSG) ausgewiesen. Das NSG besteht aus fünf Teilflächen. Sie wird zweimal durch die Bundesstraße 54, einmal durch die Rhonardstraße und einmal durch eine Teichanlage geteilt. Die B 54 grenzt über längere Strecken direkt an das NSG. Die Umgebung ist als Landschaftsschutzgebiet ausgewiesen. Das Naturschutzgebiet Eichenwälder Wörde grenzt fast direkt an.

## Beschreibung
Das Schutzgebiet umfasst das Olpetal südlich von Stachelau bis kurz vor Altenkleusheim, wobei aus dem Olpetal im Oberlauf zum Altenkleusheimer Bachtal wird, sowie ein Seitental des Altenkleusheimer Baches nordwestlich Altenkleusheim. Die Olpe verläuft in einem engen Tal zwischen den bewaldeten Bergrücken des Neuenkleusheimer Waldes im Osten und des Rhonardberges im Westen. Die Olpe wird von Erlen-Ufergehölzen gesäumt. In der Aue liegen lokal Feucht- und Nassbrachen. Auch Sukzessionsgebüsch und Pionierwälder sind vorhanden. Im Bereich des Altenkleusheimer Bachtals herrscht eine großflächige intensive Wiesennutzung vor mit kleinflächigen Feuchtbrachen. Der Altenkleusheimer Bach ist ein überwiegend begradigter, nur partiell ist ein Kraut- und Gehölzsaum an Bach vorhanden. In Bachnähe gibt es auch Feuchtbrachen. An die Aue angrenzenden Unterhänge im NSG  sind lokal von blütenreichen Hangwiesen zu finden.
Das namenlose Seitental des Altenkleusheimer Baches ist etwa 800 m lang. Im Seitental liegen Grünland- und Brachflächen. Im mittleren Talbereich liegt eine Fichten-Aufforstung. Der Bereich einer Quellmulde ist brachgefallen. Hier sind zudem Glatthaferwiesen und Besenginster-Beständen, kleinflächig durchsetzt von Mädesüß-Hochstaudenfluren zu finden. Das Talgrünland wird gemäht. Entlang des Baches befinden sich lokal junge Schwarzerlen und schmale Feuchtsäume.
Große Teile der Aue und Bachabschnitte im NSG sind ein gesetzlich geschütztes Biotope nach § 30 BNatSchG.

## Schutzzweck
Laut Landschaftsplan erfolgte die Ausweisung:
- „zur Erhaltung und Entwicklung von Grünlandtälern, naturnahen Quellmulden und Auenzonen als bedeutsame Lebensräume für Tier- und Pflanzenarten,“
- „aus wissenschaftlichen und landeskundlichen Gründen,“
- „wegen der Seltenheit, besonderen Eigenart und hervorragenden Schönheit des Gebietes,“
- „zur Sicherung als Kernfläche im Biotopverbund.“[1]

## Gebote
Für das NSG wurden drei spezielle Gebote erlassen:
- „eine extensive landwirtschaftliche Nutzung der Grünlandstandorte (Mahd, Beweidung) zu gewährleisten,“
- „natürlicherweise vernässte Standorte zu erhalten und die Wiedervernässung auf entwässerten Standorten zu fördern,“
- „Nadelholzbestände, welche Biotoptypen nach § 30 BNatSchG i .V. m. § 42 LNatSchG gefährden, oder nadelholzbestockte Flächen, die standörtlich günstige Bedingungen für die Entwicklung seltener Waldgesellschaften bieten, vorrangig in Laubholzbestände aus lebensraumtypischen Laubholzarten umzuwandeln (Festsetzung nach § 12 LNatSchG).“[1]